# Genavensia longiseta
Genavensia longiseta är en kvalsterart som beskrevs av Sandór Mahunka 1985. Genavensia longiseta ingår i släktet Genavensia och familjen Ceratokalummidae. Inga underarter finns listade i Catalogue of Life.